# Han Houshao
Han Houshao, född 196 f.Kr, död 180 f.Kr, var en kinesisk monark. Han var kejsare av Handynastin 184 f.Kr.-180 f.Kr.